# Danuta Wałęsa
Mirosława Danuta Wałęsa (n. 25 februarie 1949, Krypy) este soția fostului lider al Solidarității și președinte al Poloniei Lech Wałęsa și a fost prima doamnă a Poloniei în perioada 1990-1995.
La nouăsprezece ani s-a mutat la Gdańsk din satul natal din Mazovia. Doi ani mai târziu, la 8 noiembrie 1969, a devenit soția lui Lech Wałęsa. A născut opt copii și are 12 nepoți . 
În numele soțului pe 10 decembrie 1983 la Oslo a ridicat Premiul Nobel pentru Pace.
În anul 1990, în Seimul Poloniei libere, a stat alături de soțul ei, când acesta a depus jurământul de președinte.

## Premii și distincții
- 2012: Wiktor 2011 în categoria „Największe Odkrycie Telewizyjne”
- 2012: Premiul TVP Kultura în categoria „Gwarancje Kultury”
- 2012: Premiul „Gala” în categoria „Literatura” pentru Marzenia i tajemnice (Visuri și secrete)
- 2012: Medal świętego Jerzego, premiul „Tygodnik Powszechny” pentru Marzenia i tajemnice (Visuri și secrete)
- 2012: Premiul RMF Classic „MocArty” în categoria „Za klasę i styl”
- 2012: Premiul de Radio Tok FM
- 2012: „Człowiek Roku 2011” (Omul anului 2011) oferit de „Dziennik Bałtycki”